# Mossgrävare
Mossgrävare (Dyschirius melancholicus) är en skalbaggsart som beskrevs av Jules Putzeys 1866. Mossgrävare ingår i släktet Dyschirius, och familjen jordlöpare. Arten är reproducerande i Sverige.